# 프로듀서스
《프로듀서스》(영어: The Producers)는 미국에서 제작된 수전 스트로먼 감독의 2005년 뮤지컬 코미디 영화이다. 네이선 레인, 매슈 브로더릭, 우마 서먼 등이 출연하였고, 멜 브룩스 등이 제작에 참여하였다.
이 영화는 미국에서 유니버설 픽처스에 의해 2005년 12월 16일 제한 개봉되었으며 12월 25일 일반 개봉되었다.

## 출연진
- 네이선 레인
- 매슈 브로더릭
- 우마 서먼
- 윌 페럴
- 게리 비치
- 로저 바트
- 존 러비츠
- 데이비드 허들스턴
- 마이클 매키언
- 데브라 멍크
- 앤드리아 마틴
- 리처드 카인드
- 존 배로먼
- 매릴린 소콜
- 멜 브룩스
- 어니 서벨라 (크레디트 미기재)

인형 조종
- 프랜 브릴
- 조이 매저리노

## 기타 제작진
- 공동 제작: 에이미 허먼
- 협력 제작: 리아 재피
- 미술: 마크 프리드버그
- 시각 효과 부문: 대니 김